# Stictocladius multiserialis
Stictocladius multiserialis är en tvåvingeart som beskrevs av Freeman 1961. Stictocladius multiserialis ingår i släktet Stictocladius och familjen fjädermyggor. Inga underarter finns listade i Catalogue of Life.